# Бойга Бедома
Бойга Бедома (Boiga beddomei) — отруйна змія з роду Бойга родини Вужеві.

## Опис
Загальна довжина досягає 50—80 см. Голова помірного розміру, звужується на кінці. Є великі очі з вертикальними зіницями. В наявності задньоборознисті отруйні ікла. Тулуб вузький та довгий. Хвіст довкий, чіпкий. На тулубі є 19 рядків кілеватої луски.
Забарвлення спини сірувато-коричневого кольору з чорними плямами від шиї до хвоста. Верх голови може мати пляму коричневого кольору. Темна й вузька смужка тягнеться від задньої стінки ока до рота. Черево жовто-кремового або білого кольору з темно—коричневими крапочками.

## Спосіб життя
Полюбляє ліси, чагарники, низини, вологі місцини прибережних районів. Зустрічається на висоті 640 м над рівнем моря. Активна вночі. Харчується ящірками, сцинками та геконами.
Отруйність має не сильну токсичність. Внаслідок укусу виникає пухлина, яка зникає через декілька днів.
Це яйцекладна змія. Самиця відкладає 5—10 яєць.

## Розповсюдження
Мешкає на заході Індії та на о.Шрі-Ланка.